# Anwar Hossain
Anwar Hossain (Dacca, 6 octobre 1948 - Dacca, 1er décembre 2018) est un photographe et directeur de la photographie bangladais.